# Mathias Fetsch
Mathias Fetsch (* 30. September 1988 in Malsch) ist ein deutscher Fußballspieler.

## Karriere

### Verein
In seiner Jugendzeit spielte der Stürmer anfangs beim Bulacher SC. Er spielte ab der E-Jugend 13 Jahre beim Karlsruher SC. Am 12. Mai 2007 kam er zu seinem ersten Einsatz in der Regionalliga Süd, als er beim Spiel beim SC Pfullendorf eingewechselt wurde. Bis Ende 2008 folgten 41 weitere Einsätze, in denen er für den Karlsruher SC neun Tore erzielte.
In der Winterpause der Saison 2008/09 wechselte er zum Ligakonkurrenten TSV 1860 München II, für den er am 15. März 2009 im ersten Spiel nach der Winterpause zum ersten Mal eingesetzt wurde. Eine Woche später gab er beim Spiel bei der SpVgg Greuther Fürth sein Profidebüt. Trainer Uwe Wolf hatte ihn für das Auswärtsspiel in den Kader berufen, da die anderen Stürmer verletzt oder angeschlagen waren. Fetsch wurde in der 83. Minute eingewechselt und kam damit zu seinem ersten Einsatz in der 2. Fußball-Bundesliga. Wenige Wochen später folgte ein weiterer Kurzeinsatz. Für die U23 in der Regionalliga bestritt er in dieser Rückrunde 13 Spiele, in denen er fünf Tore schoss. In der Spielzeit 2009/10 gehörte er nicht zum Kader der Profis. Dafür bestritt er in der Regionalliga 33 Partien, in denen er zwölfmal ins Tor traf. Im letzten Saisonspiel gegen den SSV Reutlingen markierte er drei Treffer.
Im Sommer 2010 verließ Fetsch den TSV 1860 und unterschrieb bei Eintracht Braunschweig in der 3. Liga einen Zweijahresvertrag. 2010/11 wurde er mit der Eintracht Meister und den stieg in die zweite Bundesliga auf. Nach der Saison 2011/12 wurde seine Vertragslaufzeit nicht mehr verlängert und Fetsch wechselte zum Drittligisten Kickers Offenbach, bei dem er zuletzt Mannschaftskapitän war.
Zur Saison 2013/14 wechselte Fetsch zum FC Augsburg. Beim Erstligisten unterschrieb er einen bis zum 30. Juni 2016 laufenden Vertrag. Sein Bundesligadebüt gab er beim 2:1-Sieg gegen den SC Freiburg am 14. September 2013. Es blieb jedoch sein einziger Einsatz in der Hinrunde. Im Januar 2014 wechselte Fetsch bis zum 30. Juni 2016 auf Leihbasis zum Zweitligisten FC Energie Cottbus. Nach dem Abstieg von Energie Cottbus wechselte er zurück zum FC Augsburg und wurde ab der Saison 2014/15 für ein weiteres Jahr an Dynamo Dresden ausgeliehen. Zur Saison 2015/16 wechselte er dann fest zu Dynamo Dresden und erhielt einen bis zum 30. Juni 2016 laufenden Vertrag. Im Januar 2016 wurde sein Vertrag aufgelöst. Er wechselte ablösefrei zum Drittliga-Konkurrenten Holstein Kiel, wo er einen bis zum 30. Juni 2017 laufenden Vertrag unterzeichnete. Durch den Aufstieg Holsteins verlängerte sich der Vertrag bis zum 30. Juni 2018. Trotz bestehenden Vertrages spielte Fetsch in den Plänen von Holstein Kiel für die Saison 2017/18 keine Rolle mehr.
Anfang Juli 2017 wechselte Fetsch zum Drittligisten Hallescher FC. Im September 2020 kehrte er nach sieben Jahren zu Kickers Offenbach in die Regionalliga Südwest zurück.
Zur Saison 2022/23 wechselte Fetsch zur SpVgg Unterhaching in die Regionalliga Bayern, sein Vertrag läuft für eine Spielzeit mit der Option auf eine Verlängerung um eine weitere Saison.
Nach Ablauf der Saison 2023/24 wechselte Fetsch zur zweiten Mannschaft des SC Freiburg in die Regionalliga Südwest.

### Nationalmannschaft
Fetsch kam in den deutschen Juniorennationalmannschaften zu fünf Einsätzen. Er spielte viermal für die U-19, wo er auch ein Tor erzielen konnte, und einmal kam er in der U-20 zum Einsatz.

## Erfolge
- 2010/11 Meister der 3. Liga mit Eintracht Braunschweig und Aufstieg in die 2. Bundesliga
- 2016/17 Aufstieg in die 2. Bundesliga mit Holstein Kiel
- 2022/23 Meister der Regionalliga Bayern und Aufstieg in die 3. Liga